# Grand Théâtre de Luxembourg
Grand Théâtre de Luxembourg, v překladu Velké divadlo v Lucemburku, je hlavní divadelní scénou v Lucembursku. Provozuje činohru, operu i balet. Bylo založeno v roce 1964 jako Théâtre Municipal de la Ville de Luxembourg. Tehdy pro něj byla postavena nová budova, podle modernistického návrhu Alaina Bourbonnaise (1925–1988). Slavnostní otevření bylo součástí oslav 1000 let města Lucemburk. V letech 2002–2003 budova prošla rekonstrukcí, která přinesla zásadní vylepšení jevištní techniky, akustiky a osvětlení. Divadlo má dva sály, hlavní pojme 943 diváků, menší nabízí 400 míst. K dispozici je také podzemní parkoviště se 450 parkovacími místy. Divadlo bylo dvakrát hostitelem soutěže Eurovision Song Contest, v roce 1973 a znovu v roce 1984.